# Reggaeton
Reggaeton is een muziekstroming die is ontstaan in de jaren negentig van de twintigste eeuw in de underground van voornamelijk Puerto Rico.

## Kenmerken en geschiedenis
De artiesten zijn beïnvloed door reggae, dancehall, hiphop en traditionele Puerto Ricaanse muziek. Reggaeton wordt gekenmerkt door een dwingend, zich herhalend ritme dat Dem Bow wordt genoemd. Dit ritme vindt zijn oorsprong in het gelijknamige nummer van de reggae-artiest Shabba Ranks. Er wordt veel gebruikgemaakt van samplers, synthesizers en drumcomputers, maar ook bomba-, plena- en salsaritmes komen terug in de nummers. De raps zijn voornamelijk in het Spaans, maar soms ook in het Engels. De teksten gaan vaak over criminaliteit, seks en liefde. Het wordt daarom ook wel de gangstarap van het Caribisch gebied genoemd.
Reggaeton is in de loop van de jaren negentig erg populair geworden onder jongeren in het Caribisch gebied. De muziek werd in het begin van de 21e eeuw ook opgepikt in de Verenigde Staten, voornamelijk door jongeren met een hispanic achtergrond die er hun identiteit aan ontlenen. Een paar jaar later bereikte het genre ook Europa en de rest van de wereld, door nummers als "Rakata" van Wisin & Yandel en "Papi Chulo" (oorspronkelijk Papi Haddou) van Lorna en de wereldhit "Gasolina" van Daddy Yankee.
Op reggaeton wordt op een kenmerkende manier gedanst. Deze manier van dansen wordt "perreo" genoemd, waarbij de vrouw enigszins gebukt met haar rug naar een man toe staat. De naam perreo, dat dansen op z'n hondjes betekent, is afgeleid van het woord "perro", dat hond betekent in het Spaans. Deze dansstijl is een vorm van bubbling.

## Artiesten
Bekende reggaeton-artiesten zijn onder meer Plan B, Nicky Jam, Arcangel, Angel & Khriz, Daddy Yankee, Alexis & Fido, Tego Calderón, Don Omar, Wisin & Yandel, Hector y Tito "El Bambino", Zion & Lennox, Baby Rasta Y Gringo, Jowell & Randy, Anitta, Natti Natasha, Becky G, Bad Bunny, Rakim y Ken-Y, Trebol Clan, Maluma en Makano. Miguelito, Eloy, J. Álvarez en J Balvin en Adonay093 zijn enkele van de opkomende jonge artiesten.
Sinds 2005 zijn diverse samenwerkingen ontstaan tussen reggaeton- en hiphopartiesten.
- Wisin & Yandel brachten een single uit samen met R. Kelly ("Burn it Up") en werkten samen met 50 Cent ("Mujeres en el Club").
- Tego Calderón heeft nummers uitbracht met onder meer Fat Joe ("Lean Back"), Wyclef Jean, Cypress Hill ("Latin Thugs/Llegaron los Meromeros"), Nina Sky ("Oye Mi Canto") en 50 Cent.
- Ivy Queen heeft samengewerkt met Sean Paul, Beenie Man, Nina Sky ("Ladies Night") en Fat Joe ("Quítate Tú").
- Daddy Yankee heeft een nummer gemaakt samen met Nas, G-Unit, Ricky Martin ("Drop it On Me"), Nina Sky ("Oye Mi Canto"), Fergie, Akon en Enrique Iglesias ("Finally Found You") gemaakt.
- Julio Voltio heeft een single met Ricky Martin ("I Am").
- Zion heeft een single opgenomen met Akon The Way She Moves.
- Tego Calderón en Don Omar hebben ook nog een reggaetonremix van Jim Jones' nummer "We Fly High" gemaakt.
- Wisin & Yandel met Jennifer Lopez (Follow The Leader).

## Reggaeton over de wereld

### Cuba
Reggaeton is heel populair in Cuba. Cubanen van alle leeftijden luisteren naar Puerto Ricaanse en Cubaanse reggaeton. De Cubaanse reggaetonbeats verschillen weinig van de Puerto Ricaanse en Dominicaanse.
Soms wordt deze reggaeton ook wel cubaton genoemd. Eigenlijk wordt met cubaton bedoeld: reggaetón a lo cubano. Cubaton wordt gemaakt door Cubaanse reggaeton-artiesten.

### Verenigde Staten
In de Verenigde Staten is reggaeton erg populair onder de jonge hispanics. Reggaeton is populair in steden in de Verenigde Staten met een groot aantal inwoners van Latijns-Amerikaanse afkomst.

### Dominicaanse Republiek
In de Dominicaanse Republiek is reggaeton ook heel populair, mede door enkele bekende artiesten zoals Arcangel, De La Ghetto, Nicky Jam, Joseph en de reggaetonproducers Luny Tunes.

### Colombia
Colombiaanse reggaetonartiesten in de periode 2015-2019 zijn onder anderen Shakira, Maluma, J Balvin. Een combinatie van salsa, cumbia en reggaeton beïnvloeden de hedendaagse Colombiaanse muziek.